# Sierra del Abra-Tanchipa
El Área Natural Protegida Reserva de la Biosfera Sierra del Abra Tanchipa es una Resarva Natural Protegida, se encuentra localizada casi en el límite oriental del Estado de San Luis Potosí y colindando al norte con Tamaulipas, en la región denominada huasteca potosina en México.
La zona de reserva la conforman la parte nororiental del municipio de Ciudad Valles y la parte noroccidental del municipio de Tamuín con coordenadas geográficas extremas de 22°04’38’’ a 22°23’56’’N y de 98°53’07’’ a 99°00’44’’ W y coordenadas UTM que van desde los 499370 m hasta los 512370 m de longitud y 2442010 m hasta los 2477350 m de latitud, en la zona 14 Norte. El decreto de su fundación data del 6 de junio de 1994, publicado en el Diario Oficial de la Federación, durante el mandato del expresidente de la república Lic. Carlos Salinas de Gortari.

## Municipios
La reserva comprende los municipios de Ciudad Valles y Tamuín, en el estado de San Luis Potosí. En el territorio municipal de Ciudad Valles se encuentra aproximadamente el 90% de la superficie total, mientras que Tamuín alberga el 10% de la reserva. Al momento de su fundación no se presentaban asentamientos humanos en la zona núcleo y su polígono formaba una superficie de 21 465 hectáreas. Muy cerca de la reserva encontramos los siguientes ejidos importantes: Laguna del Mante, Estación Guerrero, Las Palmas, Gustavo Garmendia, Los Sabinos, Montecillos, León García, Cañón del Taninul, Tanculpaya.